# Гауди (Казерта)
Гауди је насеље у Италији у округу Казерта, региону Кампанија.
Према процени из 2011. у насељу је живело 8 становника. Насеље се налази на надморској висини од 317 м.